# Чемпіонат Швеції з хокею 1937
 Чемпіонат Швеції з хокею: 1937 — 16-й сезон турніру з хокею з шайбою, який проводився за кубковою системою. 
Переможцем змагань став клуб «Гаммарбю» ІФ (Стокгольм).

## Турнір

### Перший раунд
- Нака СК - УоІФ «Маттеуспойкарна» (Стокгольм) 3:1
- «Трансбергс» ІФ (Стокгольм) - «Горнстулльс» ІФ (Стокгольм) 3:2
- Седертельє СК - БК «Нордія» (Стокгольм) 4:0

### Другий раунд
- Седертельє ІФ - ІФК Марієфред 3:2
- «Карлбергс» БК (Стокгольм) - ІК «Стуре» (Стокгольм) 2:1
- Нака СК - Лідінге ІФ 4:0
- Седертельє СК - «Трансбергс» ІФ (Стокгольм) 3:1

### Чвертьфінал
- Седертельє ІФ - Нака СК 4:0
- «Гаммарбю» ІФ (Стокгольм) - ІК «Йота» (Стокгольм) 3:0
- АІК Стокгольм - ІК «Гермес» (Стокгольм) 1:0
- Седертельє СК - «Карлбергс» БК (Стокгольм) 3:1

### Півфінал
- Седертельє ІФ - «Гаммарбю» ІФ (Стокгольм) 0:1
- АІК Стокгольм - Седертельє СК 1:3

### Фінал
- «Гаммарбю» ІФ (Стокгольм) - Седертельє СК 1:0